# Сливински, Натан
Натан Сливински (пол. Nathan Sliwinski, род. 11 октября 1990, Касл-Рок, Колорадо) — американский хоккеист польского происхождения.

## Карьера
Натан отыграл два сезона в Североамериканской хоккейной лиге (NAHL) и три сезона в студенческой лиге NCAA за команду AIC Yellow Jackets из Американского международного колледжа. С августа 2015 года игрок польского клуба STS Sanok в чемпионате Польской хоккейной лиги. С августа по ноябрь 2016 года играл за ГКС Катовице.